# Шупфарт
Шупфарт (нім. Schupfart) — громада  в Швейцарії в кантоні Ааргау, округ Райнфельден.

## Географія
Громада розташована на відстані близько 75 км на північний схід від Берна, 15 км на північний захід від Аарау.
Шупфарт має площу 7,1 км², з яких на 7% дозволяється будівництво (житлове та будівництво доріг), 60,2% використовуються в сільськогосподарських цілях, 32,7% зайнято лісами, 0,1% не є продуктивними (річки, льодовики або гори).

## Демографія
2019 року в громаді мешкало 802 особи (+4,6% порівняно з 2010 роком), іноземців було 14,1%. Густота населення становила 114 осіб/км².
За віковим діапазоном населення розподілялося таким чином: 17,3% — особи молодші 20 років, 64,7% — особи у віці 20—64 років, 18% — особи у віці 65 років та старші. Було 353 помешкань (у середньому 2,3 особи в помешканні).
Із загальної кількості 174 працюючих 48 було зайнятих в первинному секторі, 33 — в обробній промисловості, 93 — в галузі послуг.